# Martin BM
Martin BM là một loại máy bay ném bom ngư lôi của Hoa Kỳ trong thập niên 1930, do hãng Glenn L. Martin Company chế tạo cho Hải quân Hoa Kỳ.

## Biến thể

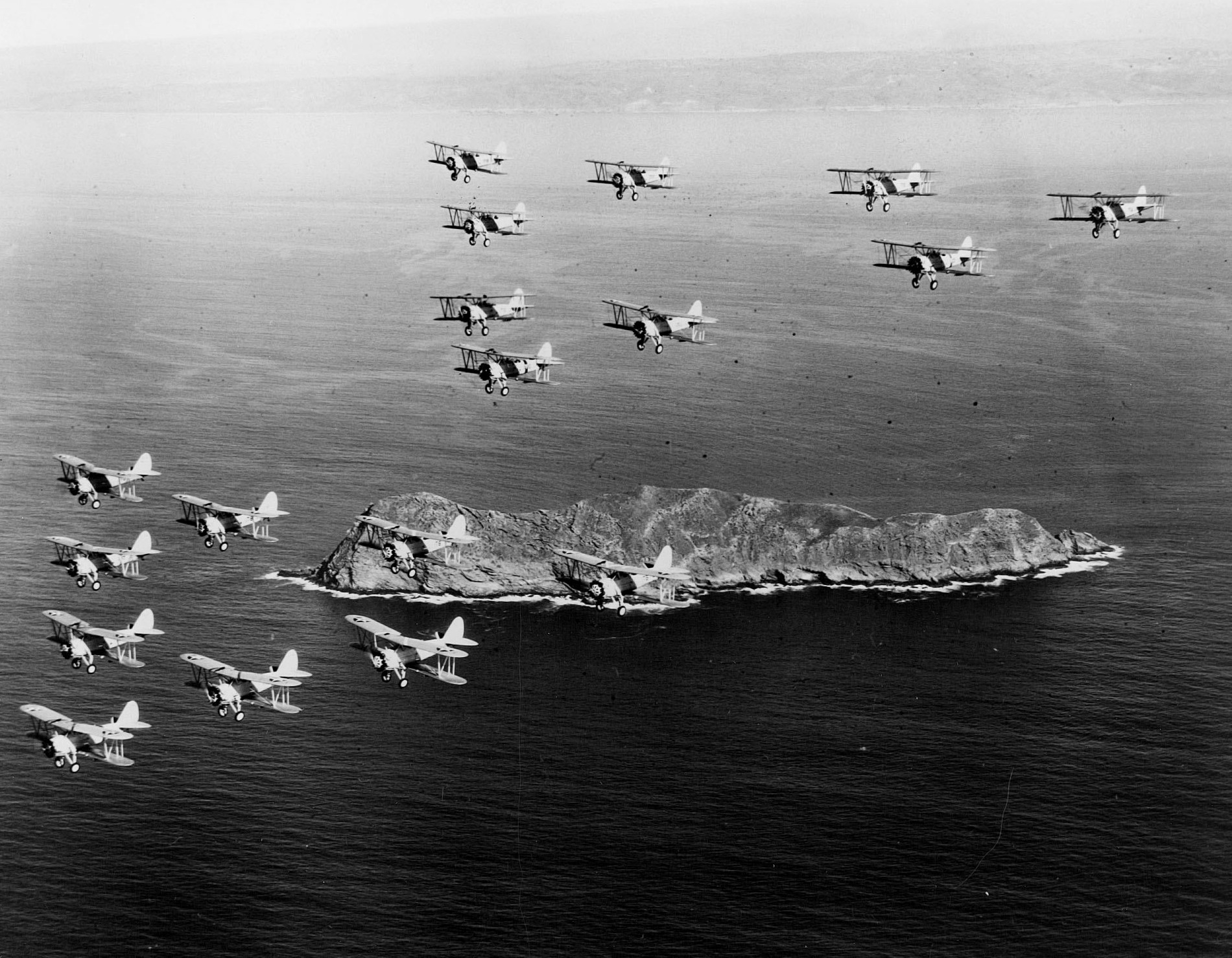
18 chiếc BM-1 và BM-2 thuộc phi đội VT-1S, San Diego.

XT5M-1
XT2N-1
BM-1
BM-2

## Quốc gia sử dụng
Hoa Kỳ
- Hải quân Hoa Kỳ

## Tính năng kỹ chiến thuật (BM-2)
Dữ liệu lấy từ The Illustrated Encyclopedia of Aircraft (Part Work 1982-1985), 1985, Orbis Publishing, Page 2433
Đặc điểm tổng quát
- Kíp lái: 2
- Chiều dài: 28 ft 9 in (8.76 m)
- Sải cánh: 41 ft 0 in (12.5 m)
- Chiều cao: 12 ft 4 in (3.76 m)
- Diện tích cánh: 436 ft2 (40.5 m2)
- Trọng lượng rỗng: 3662 lb (1661 kg)
- Trọng lượng có tải: 6218 lb (2820 kg)
- Động cơ: 1 × Pratt & Whitney R-1690-44, 625 hp (466 kW)

Hiệu suất bay
- Vận tốc cực đại: 146 mph (235 km/h)
- Tầm bay: 413 dặm (665 km)
- Trần bay: 16.800 ft (5120 m)

Vũ khí trang bị
- 2 x Súng máy M1919 Browning 0.3in (7,62mm)
- 1 x Bom hoặc ngư lôi 1000lb (454kg)